# ديف كير
ديف كير هو لاعب هوكي الجليد كندي، ولد في 11 يناير 1910 في تورونتو في كندا، وتوفي في 11 مايو 1978.

## وصلات خارجية
- ديف كير على موقع دوري الهوكي الوطني (الإنجليزية)
- ديف كير على موقع قاعة مشاهير الهوكي (لاعب أن.إتش.أل) (الإنجليزية)
- ديف كير على موقع EliteProspects.com (الإنجليزية)
- ديف كير على موقع HockeyDB.com (الإنجليزية)
- ديف كير على موقع Hockey-Reference.com (الإنجليزية)